# Día especial
"Día Especial" é uma canção da cantora colombiana Shakira, gravada para o álbum Fijación Oral Vol. 1. Foi composta pela cantora junto com Gustavo Cerati o qual foi o escritor das letras e juntamente com Luis Fernando Ochoa. A canção é sobre como o perdão pode transformar um dia, em especial. "Día Especial" não é um single oficial da cantora para o álbum Fijación Oral Vol. 1. Mas foi popular entre os fãs da cantora na época do lançamento do disco. Chegando a posição #26 na Billboard Latin Pop Songs. A versão em Inglês é intitulada "The Day and the Time" e tem características do álbum Oral Fixation Vol. 2.

## Desempenho
| Tabelas musicais (2006) | Melhor posição |
| ----------------------- | -------------- |
| EUA (Latin Pop Songs)   | 26             |

## Curiosidades
Día Especial encerra a parceria de 6 anos entre Shakira e a cantora Rita Quintero a qual trabalhou desde o álbum Donde Estan Los Ladrones?.

## Ficha Técnica
- Guitarras: Gustavo Cerati, Lyle Workman.
- Teclados: Gustavo Cerati.
- Batería: Shawn Pelton.
- Baixo: Poul Bushnell
- Backing Vocals: Shakira, Rita Quintero e Gustavo Cerati.